# Geissospermum laeve
O pau-pereira (Geissospermum laeve), também conhecido como pau-pereiro, pinguaciba, pau-de-pente e pau-para-toda-obra, é uma espécie botânica pertencente à família Apocynaceae.

## Descrição
Habita a floresta pluvial tropical. Tem folhas pequenas. Sua casca é amarela e amarga, contém alcaloides e possui propriedades hipotensoras.

## Etimologia
"Pau-pereira" é uma junção de "pau" e do termo tupi pi'rera, que significa "casca tirada (para medicamento)".